# Боб Коркер
Боб Коркер (англ. Robert Phillips «Bob» Corker, Jr.; нар. 24 серпня 1952, Оранджбург, Південна Кароліна, США) — американський політик, сенатор США від штату Теннессі, член Республіканської партії.

## Біографія
Закінчив Університет Теннессі (1974).
Він був власником будівельної компанії в місті Чаттануга і став мультимільйонером.
У 1994 р. був кандидатом в Сенат США і програв Біллу Фрісту. У 2001 р. був обраний мером Чаттануги. Після одного терміну в мерії вирішив балотуватися в Сенат і переміг на виборах в 2006 р.